# (523622) 2007 TG422
(523622) 2007 TG422, designación provisional 2007 TG422, es un objeto transneptuniano en una órbita altamente excéntrica en el disco disperso ubicado en la región más alejada del sistema solar, con un diámetro aproximado 260 kilómetros. Fue descubierto el 3 de octubre de 2007 por los astrónomos Andrew Becker, Andrew Puckett, y Jeremy Kubica durante el proyecto de investigación Sloan Digital Sky Survey del Observatorio de Apache Point en Nuevo México, Estados Unidos. De acuerdo al astrónomo estadounidense Michael E. Brown, el objeto transneptuniano es posiblemente un planeta enano. Pertenece al grupo de objetos estudiados en 2014, que llevaron a la proposición del hipotético planeta nueve.

## Órbita y clasificación
2007 TG422 orbita el Sol a una distancia de 35.5–910 UA una vez cada 10 279 años y 9 meses (3,754,688 días; semieje mayor de 473 UA). Su órbita tiene una excentricidad excepcionalmente alta de 0.92 y una inclinación de 19º con respecto a la eclíptica.
Es un objeto del disco disperso extendido, ya que su gran distancia de afelio es similar a la de los objetos separados como la de los sednoides, sin embargo su distancia de perihelio es mucho menor y está dentro de la influencia gravitacional de Neptuno. El objeto llegó al perihelio en 2005 a una distancia heliocéntrica de 35.5 UA, y actualmente está a 37.9 UA del Sol. Estuvo en la constelación de Tauro hasta 2018 y entró en oposición el 29 de noviembre de 2017. El arco de observación del cuerpo comenzó en el Observatorio de Apache Point en septiembre de 2007, un mes antes del descubrimiento de su observación oficial. Desde entonces, ha sido observado más de un centenar de veces y tiene una incertidumbre orbital de 1.

### Soluciones heliocéntricas inestables
| Año (época)              | Afelio (UA) | Periodo orbital por años |
| ------------------------ | ----------- | ------------------------ |
| 28 de agosto de 2007     | 932         | 10652                    |
| 30 de septiembre de 2012 | 1099        | 13512                    |
| 16 de febrero de 2017    | 917         | 10399                    |
| 26 de junio de 2018      | 901         | 10143                    |
| Baricentro estable 2017  | 970         | 11300                    |

Dada la excentricidad orbital de este objeto, diferentes épocas pueden generar soluciones de ajuste de dos cuerpos heliocéntricos no perturbados bastante diferentes al afelio (distancia máxima del Sol) para este objeto. Con una época de 2007, el objeto tuvo un período aproximado de 10 611 años con un afelio de 930 UA. Pero usando una época de 2012 muestra un período aproximado de 13 512 años con un afelio de 1099 UA. Para objetos con una excentricidad tan alta, las coordenadas baricéntricas del Sol son más estables que las coordenadas heliocéntricas. Al utilizar el sistema JPL Horizons, con un arco orbital observado de 5 años, los elementos orbitales baricéntricos para la época 2008-mayo-14 generan un semieje mayor 503 UA, y un período de 11 300 años. En comparación, Sedna tiene un semieje mayor baricéntrico de 506 UA y un período de 11 400 años. Ambos, (308933) 2006 SQ372 y (87269) 2000 OO67 les toma más que a Sedna y a 2007 TG422 orbitar el Sol usando coordenadas baricéntricas.

## Numeración y nombre
Este planetoide fue numerado por el Centro de Planetas Menores el 25 de septiembre de 2018 (M.P.C. 111778). Sin embargo, no ha sido nombrado.

## Características físicas
Se predice que 2007 TG422 tenga un albedo bajo, debido a su color azul neutral.

### Diámetro y albedo
De acuerdo al investigador Robert Johnston, y al astrónomo Michael E. Brown, 2007 TG422 mide 222 y 331 kilómetros de diámetro, basado en una magnitud absoluta de 6.5 y un albedo estándar supuesto de 0.09 y 0.04 para la superficie del cuerpo respectivamente. Al 2018, no había sido obtenida una curva de luz rotatoria de observaciones de fotometría. El periodo de rotación del cuerpo, los polos y su forma siguen siendo desconocidos.

## Comparación

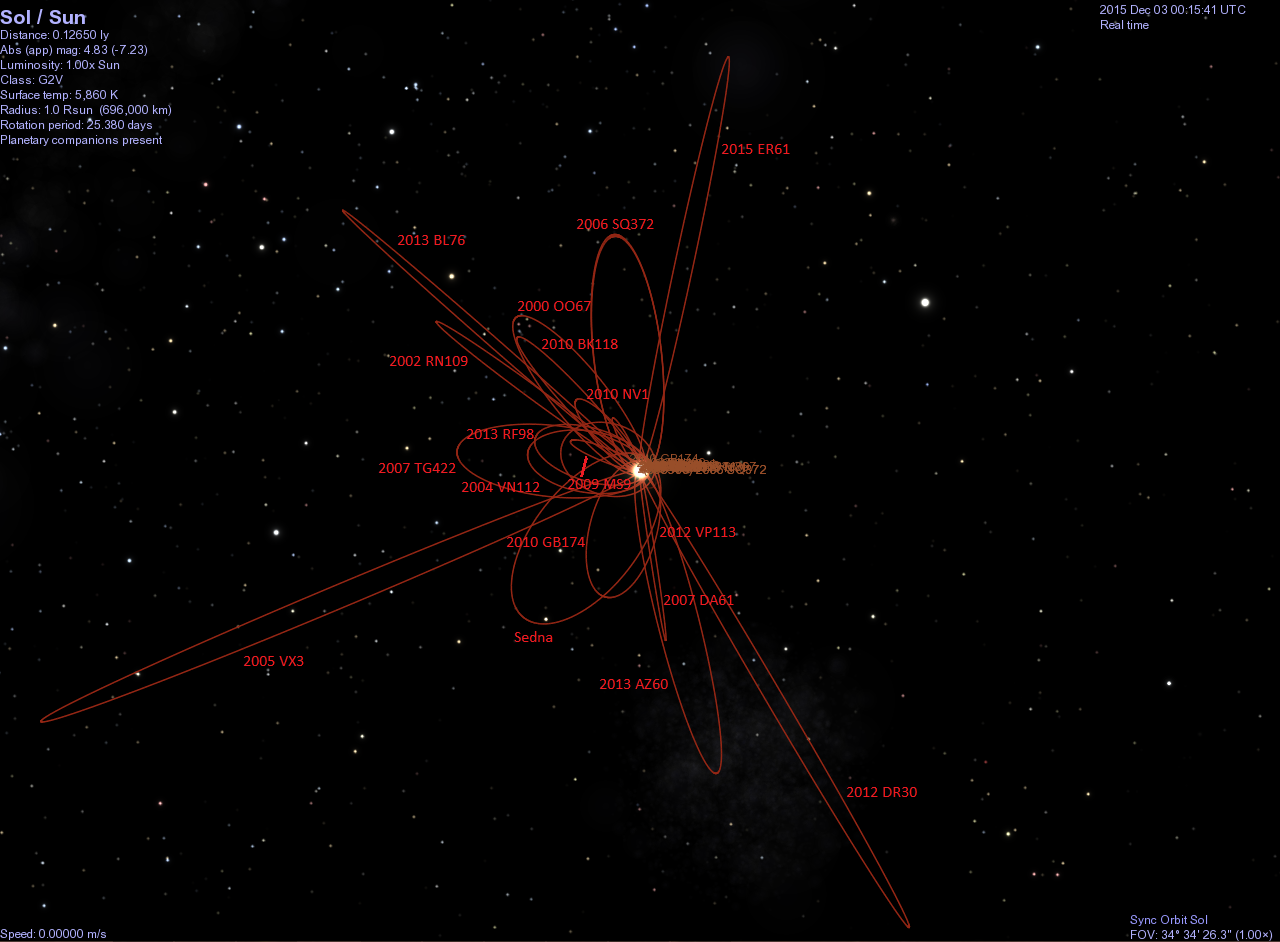
Sedna comparado con otros objetos orbitales distantes, incluidos (órbita incorrecta),,,,,,,,,,,,,,,,